# Lauraceae
Famille
Classification APG III (2009)
Synonymes
- Cassythaceae Bartl. ex Lindl., nom. cons.
- Perseaceae Horan.

Les Lauraceae (les lauracées) sont une famille de plantes à fleurs de l'ordre des Laurales. C'est une famille de divergence ancienne qui comprend plus de 2 000 espèces et réparties en plus d'une cinquantaine de genres regroupant des arbres et arbustes à feuilles quasi persistantes.

## Étymologie
Le nom est issu du genre Laurus qui est le nom latin du laurier (en anglais bay tree).

## Liste des sous-taxons

### Liste des tribus
- Caryodaphnopsideae
- Cassytheae
- Cryptocaryeae
- Hypodaphnideae
- Laureae
- Neocinnamomeae

### Quelques genres caractéristiques
Parmi les genres appartenant à la famille des lauracées, on peut citer :
- le genre Cassytha qui regroupe des lianes et plantes herbacées à feuilles réduites, qui sont des parasites partielles parfois classées dans la famille des Cassythacées et sont principalement originaires d'Australie, Indonésie, Nouvelle-Guinée et Nouvelle-Zélande, avec également quelques espèces africaines ou pantropicales dans le cas de C. filiformis ;
- le genre Cinnamomum dans lequel on trouve le camphrier et les différentes cannelles ;
- le genre Sassafras ;
- le genre Persea, qui regroupe les arbres (avocatiers) donnant des fruits appelés avocats ;
- le laurier de Californie (Umbellularia californica), arbre aromatique originaire principalement de la côte ouest des États-Unis ;
- les cèdres de Guyane au bois précieux ;
- le bois de rose dont l'huile essentielle tirée du bois est utilisée en parfumerie.

En France, cette famille est représentée par le laurier-sauce (Laurus nobilis).

### Liste des genres
Selon Angiosperm Phylogeny Website (13 avr. 2010) :
- genre Actinodaphne Nees
- genre Aiouea Aublet
- genre Alseodaphne Nees
- genre Anaueria Kostermans
- genre Aniba Aublet
- genre Apollonias Nees
- genre Aspidostemon Rohwer & H. G. Richt.
- genre Beilschmiedia Nees
- genre Caryodaphnopsis Airy Shaw
- genre Cassytha L.
- genre Chlorocardium Rohwer, H. G. Richt. & van der Werff
- genre Cinnadenia Kostermans
- genre Cinnamomum Schaeff.
- genre Cryptocarya R. Brown
- genre Dahlgrenodendron J. J. M. van der Merwe & A. E. van Wyk
- genre Dehaasia Blume
- genre Dicypellium Nees & Mart.
- genre Dodecadenia Nees
- genre Endiandra R. Brown
- genre Endlicheria Nees
- genre Eusideroxylon Teijsm. & Binn.
- genre Hypodaphnis Stapf
- genre Kubitzkia van der Werff
- genre Laurus L.
- genre Licaria Aublet
- genre Lindera Thunb.
- genre Litsea Lam.
- genre Mezilaurus Taub.
- genre Micropora J. D. Hooker
- genre Nectandra Rottb.
- genre Neocinnamomum H. Liu
- genre Neolitsea (Benth.) Merr.
- genre Nothaphoebe Blume
- genre Ocotea Aublet
- genre Paraia Rohwer, H. G. Richt. & van der Werff
- genre Parasassafras D. G. Long
- genre Persea Mill.
- genre Phoebe Nees
- genre Phyllostemonodaphne Kostermans
- genre Pleurothyrium Nees
- genre Potameia Thouars
- genre Potoxylon Kostermans
- genre Rhodostemonodaphne Rohwer & Kubitzki
- genre Sassafras Nees
- genre Sinosassafras H. W. Li
- genre Temmodaphne Kostermans
- genre Triadodaphne Kostermans
- genre Umbellularia (Nees) Nutt.
- genre Urbanodendron Mez
- genre Williamodendron Kubitzki & H. G. Richt.

Selon NCBI (13 avr. 2010) :
- genre Actinodaphne
- genre Adenodaphne
- genre Aiouea
- genre Alseodaphne
- genre Anaueria
- genre Aniba
- genre Apollonias
- genre Aspidostemon
- genre Beilschmiedia
- genre Caryodaphnopsis
- genre Cassytha
- genre Chlorocardium
- genre Cinnamomum
- genre Cryptocarya
- genre Dehaasia
- genre Dicypellium
- genre Dodecadenia
- genre Endiandra
- genre Endlicheria
- genre Eusideroxylon
- genre Hypodaphnis
- genre Iteadaphne
- genre Kubitzkia
- genre Laurus
- genre Licaria
- genre Lindera
- genre Litsea
- genre Machilus
- genre Mezilaurus
- genre Mocinnodaphne
- genre Nectandra
- genre Neocinnamomum
- genre Neolitsea
- genre Nothaphoebe
- genre Ocotea
- genre Paraia
- genre Parasassafras
- genre Persea
- genre Phoebe
- genre Pleurothyrium
- genre Potameia
- genre Potoxylon
- genre Povedadaphne
- genre Rhodostemonodaphne
- genre Sassafras
- genre Sextonia
- genre Sinosassafras
- genre Umbellularia
- genre Urbanodendron
- genre Williamodendron

Selon DELTA Angio (13 avr. 2010) :
- genre Actinodaphne
- genre Adenodaphne
- genre Aiouea
- genre Alseodaphne
- genre Anaueria
- genre Aniba
- genre Apollonias
- genre Aspidostemon
- genre Beilschmiedia
- genre Brassiodendron
- genre Caryodaphnopsis
- genre Chlorocardium
- genre Cinnadenia
- genre Cinnamomum
- genre Clinostemon
- genre Cryptocarya
- genre Dehaasia
- genre Dicypellium
- genre Dodecadenia
- genre Endiandra
- genre Endlicheria
- genre Eusideroxylon
- genre Gamanthera
- genre Hexapora
- genre Hypodaphnis
- genre Iteadaphne
- genre Kubitzkia
- genre Laurus
- genre Licaria
- genre Lindera
- genre Litsea
- genre Mezilaurus
- genre Nectandra
- genre Neocinnamomum
- genre Neolitsea
- genre Nothaphoebe
- genre Ocotea
- genre Paraia
- genre Persea
- genre Phoebe
- genre Phyllostemonodaphne
- genre Pleurothyrium
- genre Potameia
- genre Potoxylon
- genre Povedadaphne
- genre Ravensara
- genre Rhodostemonodaphne
- genre Sassafras
- genre Syndiclis
- genre Triadodaphne
- genre Umbellularia
- genre Urbanodendron
- genre Williamodendron

Selon ITIS (13 avr. 2010) :
- genre Aiouea Aubl.
- genre Aniba Aubl.
- genre Beilschmiedia Nees
- genre Cassytha L.
- genre Cinnamomum Schaeffer
- genre Cryptocarya R. Br.
- genre Endiandra R. Br.
- genre Eusideroxylon Teijsm. & Binnend.
- genre Hornera
- genre Laurus L.
- genre Licaria Aubl.
- genre Lindera Thunb.
- genre Litsea Lam.
- genre Nectandra Roland. ex Rottb.
- genre Ocotea Aubl.
- genre Persea P. Mill.
- genre Phoebe Nees
- genre Sassafras Nees & Eberm.
- genre Umbellularia (Nees) Nutt.